# فيلهلم كايتل
فلهلم كايتل (بالألمانية: Wilhelm Keitel) ولد في 22 سبتمبر 1882 وأعدم في 16 أكتوبر 1946 هو عسكري ومارشال ألماني ارتبط اسمه بألمانيا النازية والحرب العالمية الثانية.
ينتمي فلهلم كايتل لأسرة أرستقراطية ألمانية كانت تعمل في مجال البناء، التحق بأشبال الجيش الإمبراطوري الألماني عام 1901 وتم إرساله للعمل ضمن الفيلق السادس لمدفعية الميدان.
عند اندلاع الحرب العالمية الأولى تم إرساله للعمل في الفيلق الـ46 للمدفعية على الجبهة الغربية، وتحصل حينها على رتبة قائد بطارية مدفع، وفي سبتمبر عام 1914 أثناء معركة فلاندريس أصيب بجروح خطيرة جدًا. وحين مثل للشفاء نقل للعمل في قيادة أركان الجيش الإمبراطوري عام 1915.
بعد الحرب العالمية الأولى بقي يعمل ضمن جيش الدفاع الألماني لجمهورية فيمار، وسعى لتطوير قوات حرس الحدود، ثم عمل لمدة سنتين كمفتش بأكاديمية هانوفر لسلاح الخيالة.
عام 1924 تم نقله للعمل في وزارة الحربية واحتفظ بمنصبه حتى قدوم النازيين للحكم عام 1933.
في 01 ديسمبر 1933 تم توليه قائدا لفرقة في بوتسدام وبقي على رأس هذه الفرقة حتى عام 1937 تاريخ ترقيته لرتبة فريق.
عام 1938 وإثر فضيحة وزير الحربية الألماني وقائد أركان الجيش المعروفة بقضية بولمبرج وفريش، قام أدولف هتلر بإنشاء القيادة العليا لجيش الدفاع الألماني، وكان الهدف من ذلك إحكام سيطرته على الجيش، ونظرا للخلافات التي حدثت حول من يتولى رئاسة هذه القيادة، استقر الأمر على توليه هذا المنصب لشخصية عسكرية محافظة، ولا علاقة لها بالحزب النازي، فوقع الاختيار على فلهلم كايتل.
كان فلهلم كايتل من بين جماعة من الضباط الذين عارضوا فكرة غزو بولندا، وقدم استقالته من القيادة العليا بسبب ذلك، لكن أدولف هتلر رفضها، كما عارض المرشال فيلهم كايتل فكرة الدخول في حرب مفتوحة مع فرنسا وبريطانيا العظمى، وقدم استقالة ثانية لنفس الأسباب لكن هتلر رفضها أيضًا.
كان فلهلم كايتل الممثل الشخصي للجيش الألماني أثناء مراسيم توقيع استسلام فرنسا في جوان عام 1940، وقد قرأ بنفسه رسالة شديدة اللهجة أثناء مراسيم التوقيع على معاهدة الاستسلام اتهم فيها فرنسا بالتهجم على ألمانيا والتعدي على حدودها.
خلال الحرب العالمية الثانية أصبح دوره يتمحور في تنسيق أعمال الجيش الألماني، ولم تكن له أي سلطة تذكر، حتى قيل أنه كان مجرد دمية في يد هتلر يحركها كيف يشاء.
عام 1945 وقبيل انتحار أدولف هتلر، قام هذا الأخير بتنحيته من مهامه، وألقت القوات الأمريكية القبض عليه، وبصفته قائدًا أعلى للجيش الألماني وقع على صك الاستسلام الألماني في 8 مايو 1945، أثناء مثوله لتوقيع صك الاستسلام قال بصوت سمعه الجميع: حتى الفرنسيين موجودين هنا لم يكن ينقص إلا هذا، وتمت محاكمته في محكمة نورنبيرغ الشهيرة التي حكمت عليه بالإعدام بسبب ارتكابه لجرائم حرب، وجرائم ضد الإنسانية، وتم تنفيذ حكم الإعدام فيه في 16 أكتوبر 1946.

## روابط خارجية
- فيلهلم كايتل على موقع IMDb (الإنجليزية)
- فيلهلم كايتل على موقع الموسوعة البريطانية (الإنجليزية)
- فيلهلم كايتل على موقع مونزينجر (الألمانية)
- فيلهلم كايتل على موقع قاعدة بيانات الأفلام السويدية (السويدية)
- فيلهلم كايتل على موقع إن إن دي بي (الإنجليزية)
- فيلهلم كايتل على موقع ديسكوغز (الإنجليزية)